# Phare d'Ushenish
Le phare d'Ushenish (en gaélique écossais : Rubha Robhanais) est un phare qui se trouve South Uist une île de l'archipel des Hébrides extérieures au nord des Highlands en Écosse.
Ce phare est géré par le Northern Lighthouse Board (NLB) à Édimbourg,l'organisation de l'aide maritime des côtes de l'Écosse.

## Le phare

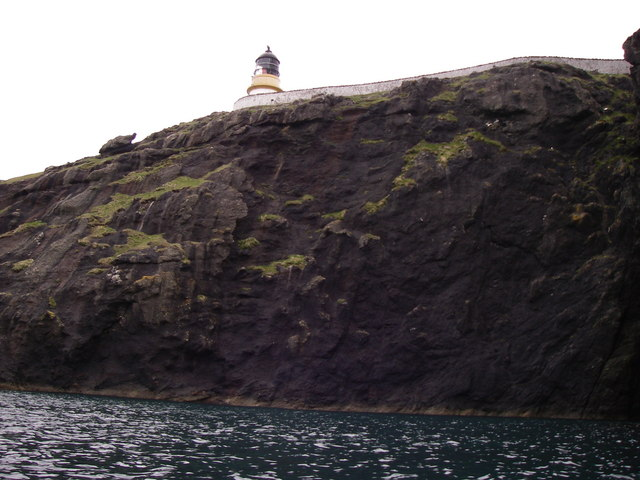
Ushenish

Le phare a été conçu par les ingénieurs civils écossais David Stevenson et Thomas Stevenson. Mis en serice le 10 novembre en 1857, il a incorporé un nouvel appareil à condensation développé par Thomas Stevenson comme une amélioration au système dioptrique. C'est une tour cylindrique en maçonnerie blanche de 12 m de haut, avec galerie ocre et lanterne noire. La station comprenait aussi des bâtiments de gardiennage entourée d'un mur de pierre.
Le phare est localisé sur le point le plus à l'est de l'île. Il n'est accessible qu'en bateau ou par une petite route
non pavée. Le phare a été automatisé en 1970. La balise Dalen fonctionnant au gaz d'acétylène est gérée par le Phare de Neist Point, sur Skye.

### Lien connexe
- Liste des phares en Écosse